# Марцянув (Турецький повіт)
Марцянув (пол. Marcjanów) — село в Польщі, у гміні Кавенчин Турецького повіту Великопольського воєводства.
Населення — 172 особи (2011).
У 1975-1998 роках село належало до Конінського воєводства.

## Демографія
Демографічна структура станом на 31 березня 2011 року:
|          | Загалом | Допрацездатний вік | Працездатний вік | Постпрацездатний вік |
| -------- | ------- | ------------------ | ---------------- | -------------------- |
| Чоловіки | 87      | 17                 | 59               | 11                   |
| Жінки    | 85      | 18                 | 49               | 18                   |
| Разом    | 172     | 35                 | 108              | 29                   |